# Botswanische Volleyballnationalmannschaft der Frauen
Die botswanische Volleyballnationalmannschaft der Frauen ist die Auswahl botswanischer Volleyballspielerinnen, welche die Botswana Volleyball Federation (BVF) auf internationaler Ebene, beispielsweise in Freundschaftsspielen gegen die Auswahlmannschaften anderer nationaler Verbände, aber auch bei internationalen Wettbewerben repräsentiert. 1988 trat der nationale Verband dem Weltverband Fédération Internationale de Volleyball (FIVB) bei. Im August 2012 wurde die Mannschaft nicht in der Weltrangliste geführt.

## Internationale Wettbewerbe

### Botswana bei Weltmeisterschaften
Die Mannschaft konnte sich bisher nicht für eine Weltmeisterschaft qualifizieren.

### Botswana bei Olympischen Spielen
Bisher gelang es der Mannschaft nicht, sich für die olympischen Wettbewerbe zu qualifizieren.

### Botswana bei Afrikameisterschaften
Die Mannschaft kann bisher fünf Teilnahmen an der Afrikameisterschaft vorweisen:
| - 1976: nicht qualifiziert - 1985: nicht qualifiziert - 1987: nicht qualifiziert - 1989: nicht qualifiziert - 1991: nicht qualifiziert - 1993: 10. Platz - 1995: nicht qualifiziert - 1997: nicht qualifiziert | - 1999: nicht qualifiziert - 2001: nicht qualifiziert - 2003: nicht qualifiziert - 2005: 7. Platz - 2007: 7. Platz - 2009: 5. Platz - 2011: 7. Platz |

### Botswana bei den Afrikaspielen
Botswanas Volleyballnationalmannschaft der Frauen nahm bisher mindestens ein Mal an den Wettbewerben der Afrikaspiele teil: 2011 erreichte die Mannschaft mit dem sechsten Platz ihren größten Erfolg.

### Botswana beim World Cup
Botswana kann bisher keine Teilnahme am World Cup – dem Qualifikationsturnier für die Olympischen Spiele – vorweisen.

### Botswana beim World Grand Prix
Der World Grand Prix fand bisher ohne botswanische Beteiligung statt.